# 朱塞佩·可倫坡
朱塞佩·可倫坡（義大利語：Giuseppe Colombo，1920年10月2日—1984年2月20日），出生于帕多瓦，意大利科學家，數學家和工程師，帕多瓦大學教授。以他的綽號貝皮·可倫坡（Bepi Colombo）聞名。

## 学术研究

### 水星
可倫坡從事水星硏究，他計算如何讓太空船進入與水星的共振軌道，導致美國水手10號任務成功多次飛越水星。 可倫坡解釋了水星軌道中的自轉與軌道共振的關係，顯示水星圍繞太陽每公轉兩圈就會自轉三次。

### 土星環
可倫坡也為土星環的研究做出了重要貢獻，主要是在太空探索到達外太陽系之前的時代進行地面觀測。

### 其它貢獻
可倫坡發明了用於將衛星捆綁在一起的繫繩。他參與了歐洲太空總署對哈雷彗星的任務喬圖的計劃，但在太空發射之前就已經逝世。

## 榮譽
- 歐洲太空總署和日本宇宙航空研究開發機構所合作的水星探測計劃在2018年10月20日1時45分28秒（UTC）成功發射升空，以他的名字命名為貝皮可倫坡號。
- 同樣以他的名命名的還有土星環中的科倫坡峽谷。
- 編號10387小行星貝皮·可倫坡。
- 意大利馬泰拉的朱塞佩·可倫坡太空大地測量中心。